# Jericho Sims
Jericho Eduard Sims, född 20 oktober 1998 i Minneapolis i Minnesota, är en amerikansk professionell basketspelare (C) som spelar för Milwaukee Bucks i National Basketball Association (NBA). Han har tidigare spelat för New York Knicks.
Sims draftades av New York Knicks i andra rundan i 2021 års draft som 58:e spelare totalt.
Innan han blev proffs studerade Sims på University of Texas at Austin och spelade för deras idrottsförening Texas Longhorns.